# PortAventura World
A PortAventura resort  Tarragona-ban van, Spanyolország Costa Daurada ("Aranypart") részén terül el, körülbelül egy órányira dél felé Barcelona városától. A tervezés és az építés a Tussauds csoport (Alton Towers), Anheuser-Busch (Busch Entertainment Corporation) és a La Caixa cégek által létrehozott konzorciumhoz köthető. 1998-ban a(z) Universal Studios felvásárolta a részvények nagy többségét, így többségi tulajdonosként megváltoztatta a park nevét 'Universal's Port Aventurára'. 2002-ben kettő szállodát és egy vízi élményparkot (Caribe Aquatic Park), s innen az új neve 'Universal Mediteranea' lett. 2004-ben az NBC Universal a (Universal Studios anyavállalata) megszüntette minden érdekeltségét a PortAventura parkban. Jelenlegi üzemeltetője és tulajdonosa a Caixa bank többségi tulajdonosa a Criteria CaixaCorp befektetési cég. 2005-től a Universal szó kikerült a park nevéből és újra 'PortAventura' néven üzemel. A szóköz a park nevében szándékosan lett elhagyva a védjegyek miatt. Ez a legnagyobb élménypark Dél-Európában. Két repülőtérről is 30 percen belül elérhető (Josep Tarradellas Barcelona-El Prat repülőtér, Reusi repülőtér). Saját vasútállomással is rendelkezik, amely a (Barcelona)-Tarragona-Valencia-vasútvonalon helyezkedik el.
A második témapark, a Ferrari Land, 2017 április 7-én nyitott meg.

## A témaparkPortAventura Park

### Mediterránia

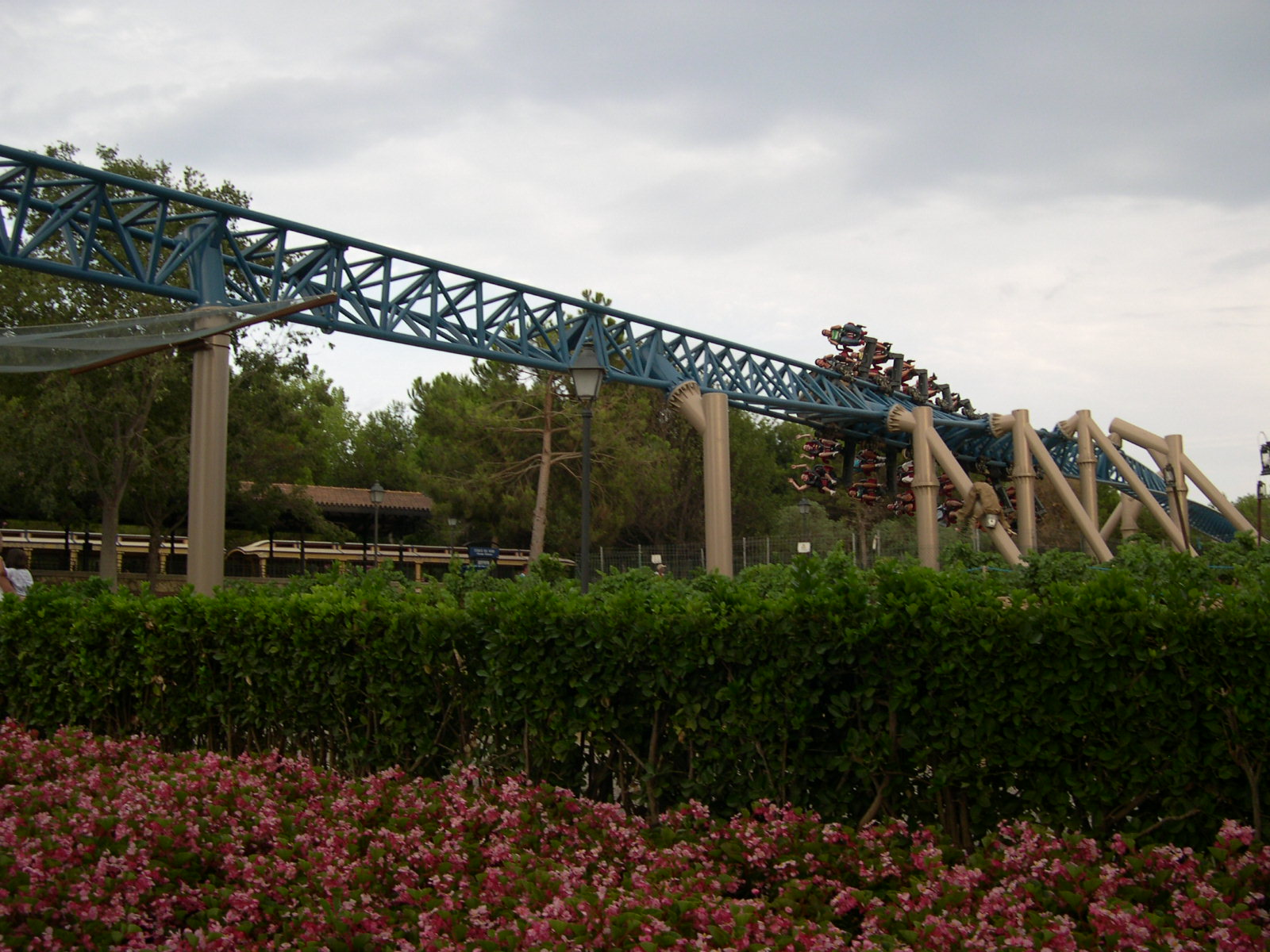
Furius Baco hullámvasút

Mediterránia, a park főbejárata  – mindössze 2 attrakcióra lehet felülni, de rengeteg étterem, üzlet található meg itt tipikus spanyol tengerparti város képzetét keltve. Július és augusztus folyamán az itt elterülő tó ad helyet a Festaventurának,
amely tűzijátékból és úszó látványosságokból álló show műsor.
Mediterránia attrakciói:
- Furius Baco – Ezt a hullámvasutat 2007 júniusában adták át. Csúcssebessége 83.9 mph (135 km/h), ezzel a leggyorsabb hullámvasút Európában.
- Boat Ride – Elszállítja a látogatókat Mediterrániából Kína világába.

### Amerikai Vadnyugat
Egy régi Vadnyugati város képét keltő világ, rengeteg épülettel, szobrokkal, dekorációval.
Ez a terület 9 attrakcióval büszkélkedik, így ez a legnagyobb világ a parkban. Vízi attrakciók; Silver River Flume és a Grand Canyon Rapids, itt vízágyúk is elérhetőek, amelyekkel a vendégek locsolhatják az éppen felült társaságot; kisebb attrakciók beleértve a vadnyugati stílusú Teáscsészét és a Dodgemet is.
A Vadnyugat 2 hullámvasútnak ad otthont:
- Stampida – A második leggyorsabb hullámvasút a parkban.
- Tomahawk – A Stampida fiatalabb verziója, amely vele párhuzamosan fut.

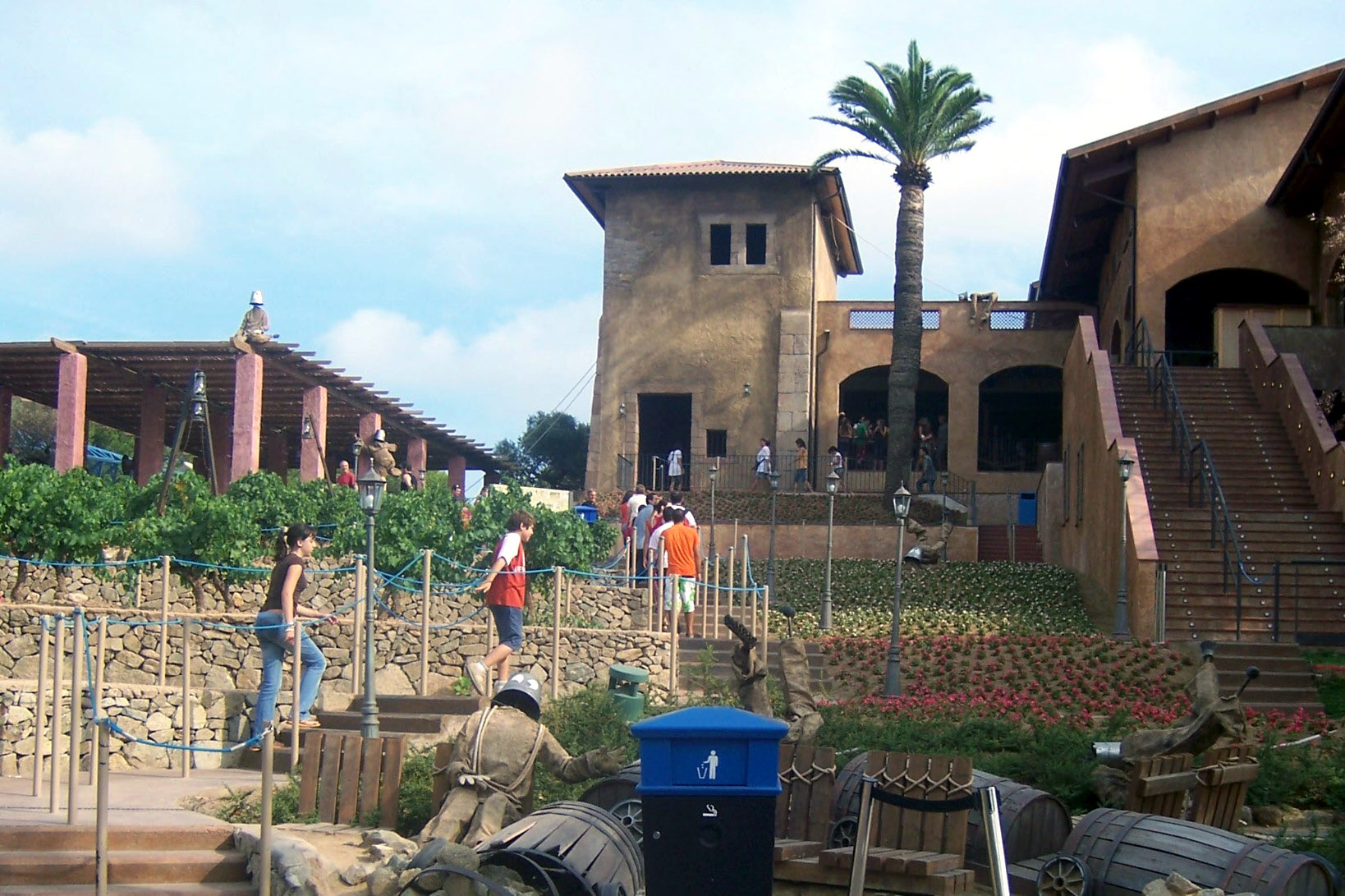
Mediterránia

### Mexikó
Több elemben hasonlít a Vadnyugathoz, de a többi világhoz képest borzongatóbb. A terület berendezését a mexikói maják ihlették.
A főbb attrakciók:
- Hurakan Condor – egy szabadeséstorony, amely egy kábellift segítségével húz fel a magasba. A magasból gyönyörű kilátás tárul elénk, majd egy fotó az elengedés pillanatában és szabadesés következik 100 méter magasról. Ez az egyik legmagasabb a világon és a legnagyobb a billenő székesek között.
- Templo Del Fuego – 2001-ben épült, sétálós látványos elemekkel tarkított attrakció, amely minden 30 percenként kezdődik. Egy Maja templomban játszódik a történet, amikor is Indiana Jones keresi a kincseskamrát. A magas szintű pirotechnikai elemek miatt keresztelték a - Tűz templomának.
- El Diablo-Tren de la Mina – Egy bányász vasutat idéző hullámvasút, amely számos alagúton halad keresztül.

### Kína
Kína ad otthont a legnagyobb hullámvasútnak a parkban. A – Dragon Khan, 8 teljes átfordulással ez az egyik legborzongatóbb hullámvasút Európában és korábban ő tartotta a legtöbb átfordulás rekordját is. Mindemellett a legmagasabb függőleges hurok rekordját is ő tartotta. A hullámvasutat a Bolliger & Mabillard (B&M) építette és 1995. május 2-án nyitották meg az érdeklődők előtt. Ez volt az egyik a 2 hullámvasút közül, amely a Port Aventura megnyitásakor is kész volt. A vélemények alapján a világ egyik legjobb hullámvasútja.
További attrakció Kínában a Cobra Imperial, Tea Cups és a Fumanchu.
Az összes járda és környezet díszítését a kínai nagy fal ihlette.

### Polinézia
Ez a rész más elemeket tartalmaz, mint a többi. Egy nyugodtabb világ nem olyan borzongató attrakciókkal.
A 2 legfontosabb attrakció:
- Tutuki Splash – Egy vulkánkitörés részesei lehetünk, amelyet egy magasból lezuhanó csónakban úszunk meg.
- Sea Odyssey – Az egyik legegyedibb attrakció a parkban. 1999-ben, 4 évvel a park megnyitása után épült. A résztvevők egy dinamikusan vetített filmvetítésen vesznek részt, mint egy tengeralattjáró utasai. Az utazás során az óceán fenekén, roncsok között barangolunk. A térhatású hangzás és a mozgó széksorok teszik hihetetlen élménydússá a programot.

Ezeken kívül itt található a Tami Tami (gyermek hullámvasút), a Kon-Tiki Kalózhajó, és további élménydús attrakciók gyermekek részére.

### SésamoAventura
A Szezám utca mese karakterei után kapta nevét. A kimondottan a kisebb gyermekek részére készült rész a 2011-es szezonban nyílt meg a közönség számára. A beruházás 12 millió euróba került. Helyileg Kína és Polinézia között terül el. 11 attrakció található itt, többek között:
- CocoPiloto.
- Tami Tami
- Magic Fish
- El Salto de Blas
- La Granja de Elmo

Show: A Szezám utca szereplői (Pl.: Elmo, Ernie, Bert, Nagy madár /Big Bird/, Süti szörny /Cookie Monster/ ) által adott show minden gyermek számára nagy élménnyel szolgál.

## Ferrari Land
Az InvestIndustrial és a Ferrari által aláírt megállapodás keretében egy új park nyitotta meg a kapuit 2017 április 7-én a nagyközönség számára. A több mint 100 millió eurós beruházás során az olasz sportautó márka témája köré építették fel több mint 60.000 m2-en új attrakciókkal, 250 szobás hotellel, éttermekkel, üzletekkel autó szimulátorokkal. Ferrari Land a konszern második parkja, külön park, nem része a PortAventura Parknak. A bejárat azonban közvetlenül a PortAventura Park mellett található. A mediterrán téma mindkét park bejáratánál közös, mivel a Ferrari Land bejáratát olaszországi inspirációk ihlették, köztük a velencei Szent Márk tér és a római Colosseum. A Park legnagyobb attrakciója természetesen egy hullámvasút, ami a maga 112 méteres magasságával meghaladja a Shambhala: Expedición al Himalaya hullámvasút méreteit is, s így a legmagasabb és a leggyorsabb európai hullámvasút cím birtoklója jelenleg. A Ferrari Land a világ második legnagyobb szórakoztató központja, a Ferrari World, Abu Dzabi tematikus parkja után.

## Attrakciók

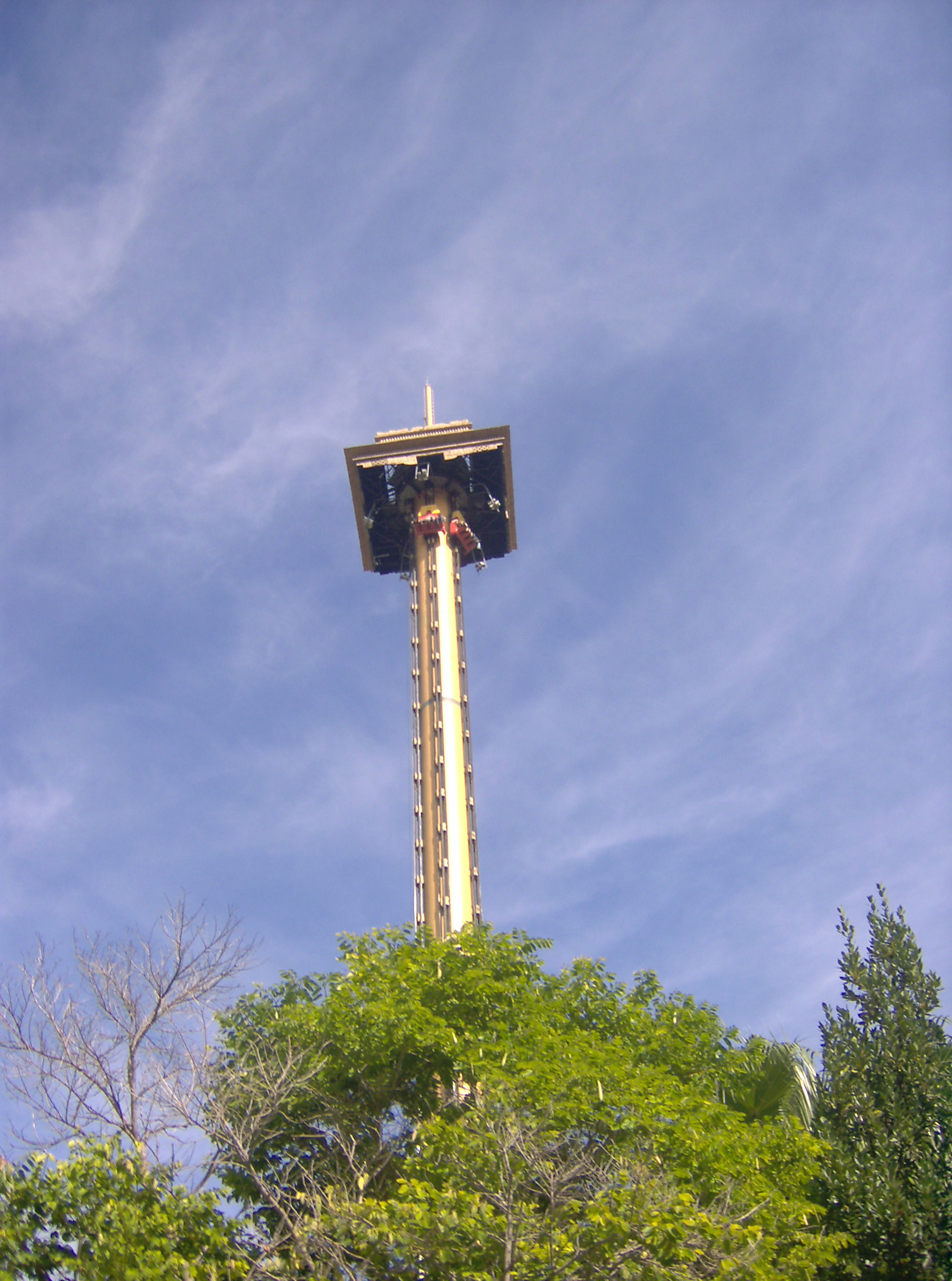
A Hurakan Condor szabadesés torony.

| Név                  | Gyártó      | Sebesség (km/h) | Magasság (m) | Hossz (m) | Év   |
| -------------------- | ----------- | --------------- | ------------ | --------- | ---- |
| Dragon Khan          | B & M       | 110             | 45           | 1.270     | 1995 |
| Furius Baco          | Intamin AG  | 135             | 14           | 850       | 2007 |
| Stampida             | CCI         | 75              | 26           | 954       | 1997 |
| Hurakan Condor       | Intamin AG  | 115             | 115          | 100       | 2005 |
| Tomahawk             | CCI         | 48              | 13.5         | 440       | 1997 |
| Tami-Tami (retirada) | Vekoma      | 35              | 8,5          | 207       | 1998 |
| El Diablo            | Arrow       | 60              | 16.5         | 970       | 1995 |
| Tutuki Splash        | Intamin AG  | 55              | 15           | 438       | 1995 |
| Silver River Flume   | Intamin AG  | 55              | 16           | 689       | 1995 |
| Grand Canyon Rapids  | Intamin AG  | 15              | -            | 850       | 1995 |
| Ferrocarril Tour     | Savern-Lamb | 11              | -            | 10.000    | 1995 |

## Szezonális események
Az ünnepek alatt, mint Karácsony, Halloween a park minden elemét egyedi design jellemzi. Egyedi műsorok és látványosságok jelennek meg ilyenkor. (Psycho Circus, Horror in Penitence, La Mina del Diablo and La Selva del Miedo)
- La Mina del Diablo egy horror labirintus, amelyet 2006-ban alakítottak ki először a mexikói részen.
- La Selva del Miedo a legnagyobb labirintus Európában. A polinéziai részen érhető el.
- Horror in Penitence a félelmetes zombik otthona a szellemvárosban.
- Psycho circus egy 3D labirintus a Stampida alatt.

## Fordítás
- Ez a szócikk részben vagy egészben  a   PortAventura című angol Wikipédia-szócikk ezen változatának fordításán alapul.  Az eredeti cikk szerkesztőit annak laptörténete sorolja fel. Ez a jelzés csupán a megfogalmazás eredetét és a szerzői jogokat jelzi, nem szolgál a cikkben szereplő információk forrásmegjelöléseként.